# Payola (àlbum)
Payola és el sisè àlbum d'estudi de Berri Txarrak publicat l'any 2009.
El terme payola és un "mexicamisme" que deriva de "Pay For All", i es refereix a l'acció de pagar a una emissora de ràdio o televisió per un artista (generalment musical) perquè les seves cançons siguin les més radiades. Amb aquest títol Berri Txarrak pretenia denunciar aquest tipus de pràctiques, alhora que defensava la música independent, autèntica més personal i no prefabricada per companyies discogràfiques ni laboratoris d'èxits de vendes artificials. A la vegada pretenien donar a entendre que en el món actual qualsevol situació se solucionava a cop de talonari, sigui moralment acceptable o no.
La cançó "Maravillas" va dedicada a Maravillas Lamberto de Larraga (Navarra) que el 15 d'agost de 1936 amb només 14 anys va ser violada i el seu cos mort fou llençat als gossos a l'inici de la Guerra Civil Espanyola.
L'àlbum Payola es reedità a inicis de desembre del 2014 juntament amb Haria en format vinil en la celebració dels 20 anys de la fundació de la banda.

## Llista de cançons
| Núm.          | Títol                            | Durada |
| ------------- | -------------------------------- | ------ |
| 1.            | «Folklore»                       | 2:55   |
| 2.            | «Gure dekadentziaren onenean»    | 2:28   |
| 3.            | «Maravillas»                     | 3:45   |
| 4.            | «Dortoken Mendean»               | 5:22   |
| 5.            | «Achtung!!»                      | 2:27   |
| 6.            | «Payola»                         | 3:07   |
| 7.            | «Paperezkoa»                     | 3:30   |
| 8.            | «Etorkizuneko aurrekari guztiak» | 4:28   |
| 9.            | «Hasi eta bukatu»                | 3:15   |
| 10.           | «Arren, Darwish»                 | 4:36   |
| 11.           | «Jainko ateoa»                   | 5:24   |
| Durada total: | Durada total:                    | 41:17  |

## Premis i nominacions
- 2010 - Vox Pop a la Millor Cançó Punk en els Independent MUSIC AWARDS de 2010,[5][6] pel tema ‘Folklore’, recollint més de 57.000 vots d'oients de tot el món. Cal destacar que el jurat d'aquests guardons està format per artistes com Tom Waits, Suzanne Vega i Ozzy Osbourne, i que en anys anteriors havien premiat a artistes reconeguts com Joan As Police Woman, Jackson Browne, Cursive o Jamie Lidell.[7]
- Premi CdeC d'il·lustració gràfica a Madrid. Atorgat el 2011 a la portada de l'àlbum Payola que premià el treball de l'il·lustrador català Gregori Saavedra en la portada d'aquest àlbum.[8]